# Charles Stuart
Charles Stuart, primer barón Stuart de Rothesay (2 de enero de 1779 - 6 de noviembre de 1845) fue un diplomático británico, el hijo de Lt.-Gen. Hon. Sir Charles Crichton-Stuart (él mismo hijo de tercer conde de Bute).

## Biografía
En 1808 sir Charles Stuart, junto con sir Thomas Dyer, fueron comisionados en España por el gobierno británico para apoyar a las Juntas sublevadas contra la invasión napoleónica. Al desembarcar en la Coruña el 20 de julio sir Charles Stuart aportó además la noticia de que eran puestos en libertad y conducidos a España todos los prisioneros de Buenos Aires que gemían en los pontones anclados en el Támesis. Precedidos de la fama de aquellas pruebas de la alianza y generosidad británicas, los dos comisionados fueron recibidos como en triunfo por los habitantes, ávidos de mostrarles su gratitud y alegría.
El 6 de febrero de 1818 se casó con Elizabeth Margaret Yorke, una hija de tercer conde de Hardwicke y tuvieron dos hijos:
- Charlotte Stuart (1817–1861)
- Louisa Stuart (d. 1891)

Stuart sirvió dos veces como embajador británico en Francia en los años posteriores a las Guerras Napoleónicas. Fue nombrado barón Stuart de Rothesay el 22 de enero de 1828, al mismo tiempo que su segundo nombramiento en París. No tuvo ningún heredero masculino, y el título se extinguió con su muerte.